# Diogo Soares (ginasta)
Diogo Brajão Soares (nascido em 12 de abril de 2002) é um ginasta artístico brasileiro e membro da seleção nacional. Ele participou dos Jogos Olímpicos Juventude de 2018 e do Campeonato Mundial de Ginástica Artística Júnior de 2019.

## Carreira

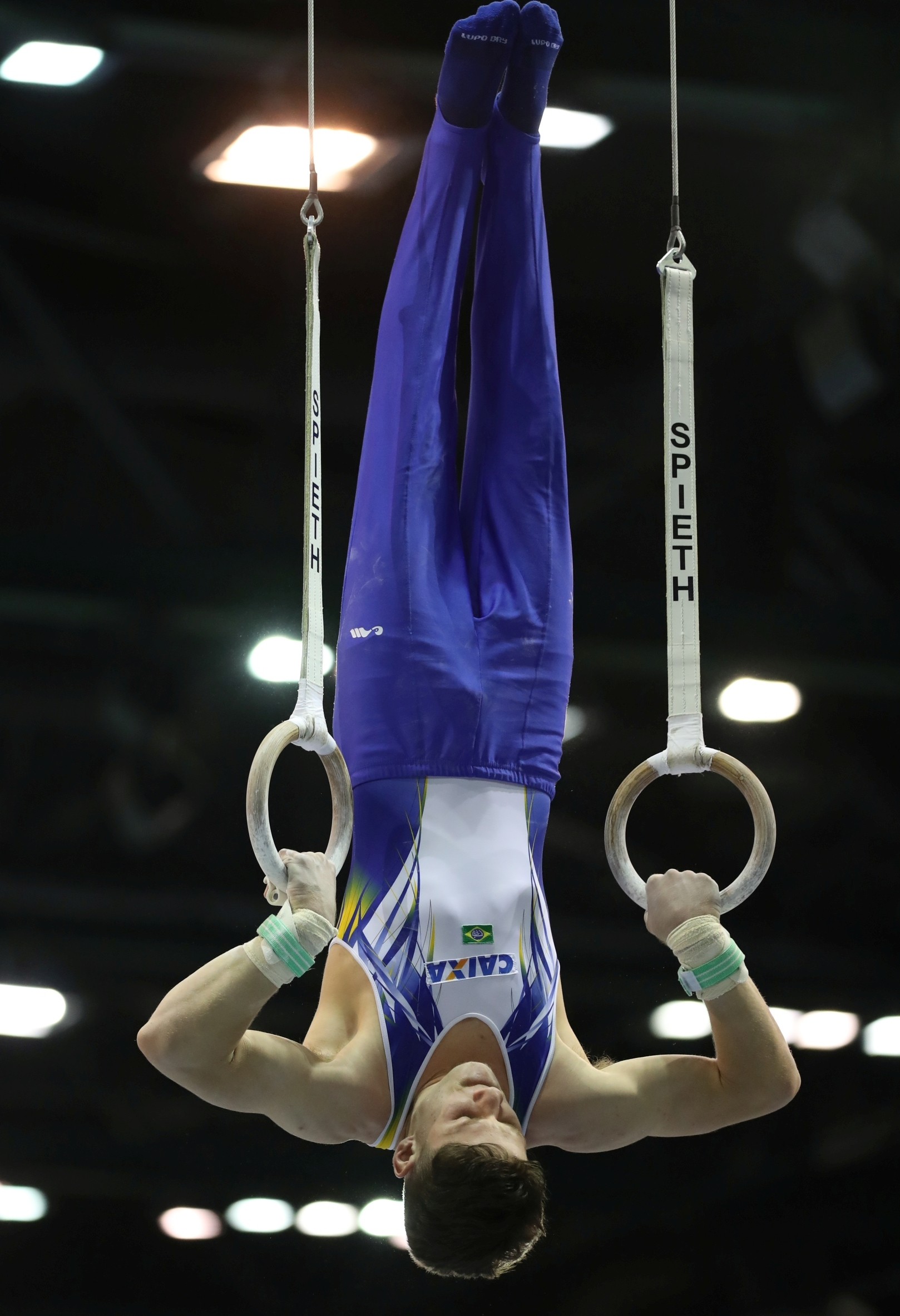
Diogo Soares na final do aparelho de argolas do Campeonato Mundial de Ginástica Artística Juvenil de 2019

### Juvenil
A primeira grande competição internacional de Soares foi o Campeonato Pan-Americano Individual de Ginástica Artística de 2016, onde conquistou a medalha de prata com a Seleção Brasileira. Em 2018, Soares competiu nos Jogos Olímpicos de Verão da Juventude de 2018, ganhando uma medalha de bronze no individual geral e uma medalha de prata na barra fixa. No Campeonato Mundial Juvenil de Ginástica Artística de 2019, ganhou a medalha de prata nas argolas.

## Vida pessoal
Diogo Soares começou a fazer ginástica aos 4 anos. A irmã, Driele, é ex-ginasta.